# Guteneck
Guteneck – miejscowość i gmina w Niemczech, w kraju związkowym Bawaria, w rejencji Górny Palatynat, w regionie Oberpfalz-Nord, w powiecie Schwandorf, wchodzi w skład wspólnoty administracyjnej Nabburg. Leży w Lesie Czeskim, około 18 km na północny wschód od Schwandorfu.

## Dzielnice
W skład gminy wchodzą następujące dzielnice: Guteneck, Häuslberg, Luigendorf, Maximilianshof, Mitteraich, Oberaich, Oberkatzbach, Pischdorf, Trefnitz, Trichenricht, Unteraich, Unterkatzbach i Weidenthal.

## Demografia
| Rok  | Liczba mieszk. |
| ---- | -------------- |
| 1970 | 998            |
| 1987 | 914            |
| 2000 | 892            |

## Oświata
(na 1999)

W gminie znajduje się szkoła podstawowa (3 nauczycieli, 61 uczniów).